# Sveriges U21-damlandslag i fotboll
Sveriges U21-damlandslag i fotboll är ett av de landslag som representerar Sverige i fotboll. 